# Бенитес, Эльса
Эльса Бенитес Янес (исп. Elsa Benítez Yáñez; родилась 8 декабря 1977 года в Эрмосильо) — мексиканская фотомодель и телеведущая. В 1990-х годах работала на показах нижнего белья Victoria’s Secret, снималась для ежегодника Sports Illustrated Swimsuit Issue, в 2001 году её фото попало на обложку журнала. Также снималась для обложек журналов Elle, Vogue, Cosmopolitan, GQ, Marie Claire и ряда других.
Карьера Бенитес началась с победы в модельном конкурсе в Коста-Рике в 1995 году. После этого она сотрудничала с несколькими мексиканскими и американскими агентствами, но успех пришёл к ней после переезда в Европу. Там она работала на показах ведущих дизайнеров и представляла крупные бренды. Среди тех, с кем Бенитес сотрудничала можно выделить Dolce & Gabbana, Chanel, Valentino, Christian Lacroix, Versace, Fendi, Christian Dior. В 1999 году она снималась для ежегодного календаря Pirelli.
С 2009 по 2012 год Бенитес была ведущей реалити-шоу Mexico's Next Top Model (мексиканский аналог шоу «Топ-модель по-американски»).
В 1999 году Бенитес вышла замуж за баскетболиста Рони Сейкали, через четыре года у них родилась дочь Мила. В 2006 году они развелись.